# I-162 (tàu ngầm Nhật)
I-62, sau đổi tên thành I-162, là một tàu ngầm tuần dương  Lớp Kaidai thuộc phân lớp Kaidai IV nhập biên chế cùng Hải quân Đế quốc Nhật Bản vào năm 1929. Nó đã phục vụ trong suốt Chiến tranh Thế giới thứ hai, hỗ trợ cho Chiến dịch Malaya và tham gia Trận Midway, hoạt động nghi binh nhằm hỗ trợ cho Chiến dịch Ke để triệt thoái lực lượng khỏi Guadalcanal, cũng như tuần tra trong Ấn Độ Dương. Vào giai đoạn cuối của cuộc chiến tranh, I-162 tham gia huấn luyện và hỗ trợ kiểu ngư lôi tự sát Kaiten, trước khi đầu hàng lực lượng Đồng Minh khi cuộc xung đột chấm dứt vào năm 1945. Con tàu bị đánh đắm vào năm 1946.

## Thiết kế và chế tạo

### Thiết kế
Phân lớp tàu ngầm Kaidai IV là phiên bản thu nhỏ của phân lớp Kaidai IIIA dẫn trước, chỉ trang bị bốn ống phóng ngư lôi trước mũi. Chúng có trọng lượng choán nước 1.635 tấn Anh (1.661 t) khi nổi và 2.300 tấn Anh (2.337 t) khi lặn, lườn tàu có chiều dài 97,7 m (320 ft 6 in), mạn tàu rộng 7,8 m (25 ft 7 in) và mớn nước sâu 4,83 m (15 ft 10 in). Con tàu có thể lặn sâu 60 m (197 ft) và có một thủy thủ đoàn đầy đủ bao gồm 58 sĩ quan và thủy thủ.
Chiếc tàu ngầm trang bị hai động cơ diesel 3.400 mã lực phanh (2.535 kW), mỗi chiếc vận hành một trục chân vịt. Khi lặn, mỗi trục được vận hành bởi một động cơ điện 900 mã lực (671 kW). Con tàu có thể đạt tốc độ tối đa 20 hải lý trên giờ (37 km/h; 23 mph) khi nổi và 8,5 hải lý trên giờ (15,7 km/h; 9,8 mph) khi lặn. Khi Kaidai IV di chuyển trên mặt nước nó đạt tầm xa hoạt động 10.800 hải lý (20.000 km; 12.400 mi) ở tốc độ 10 hải lý trên giờ (19 km/h; 12 mph), và có thể lặn xa 60 nmi (110 km; 69 mi) ở tốc độ 3 hải lý trên giờ (5,6 km/h; 3,5 mph).
Lớp Kaidai IV có tổng cộng sáu ống phóng ngư lôi 53,3 cm (21,0 in), gồm bốn ống trước mũi và hai ống phía đuôi, và mang theo tổng cộng 14 quả ngư lôi. Chúng cũng trang bị một 120 mm (4,7 in)/45 caliber trên boong tàu cùng một súng máy 7,7 mm.

### Chế tạo
I-62 được đặt lườn tại xưởng tàu của hãng Mitsubishi tại Kobe vào ngày 20 tháng 4, 1927. Nó được hạ thủy vào ngày 29 tháng 11, 1928, rồi hoàn tất và nhập biên chế vào ngày 24 tháng 4, 1930.

## Lịch sử hoạt động

### 1930 – 1940
Vào ngày nhập biên chế, I-62 được phân về Quân khu Hải quân Sasebo, và nó cùng tàu ngầm chị em I-61 hợp thành Đội tàu ngầm 29 vào ngày 24 tháng 4, 1929, đơn vị nó phục vụ cho đến năm 1942. Tàu ngầm chị em I-64 mới nhập biên chế gia nhập đơn vị này vào ngày 30 tháng 8, 1930. Đội tàu ngầm 29 được bố trí về Hải đội Tàu ngầm 1 trực thuộc Đệ Nhất hạm đội, thuộc thành phần Hạm đội Liên hợp, vào ngày 1 tháng 12, 1930. Đội tàu ngầm 29 được chuyển sang Đội phòng vệ Sasebo trực thuộc Quân khu Hải quân Sasebo vào ngày 10 tháng 11, 1932, rồi sang Hải đội Tàu ngầm 2 trực thuộc Đệ Nhị hạm đội, thuộc thành phần Hạm đội Liên hợp vào ngày 15 tháng 11, 1933.
Vào ngày 27 tháng 9, 1934, I-62 rời Ryojun, Mãn Châu để cùng các tàu ngầm I-56, I-57, I-58, I-61, I-64, I-65, I-66 và I-67 thực hiện chuyến đi huấn luyện ngoài khơi Thanh Đảo, Trung Quốc. Sau khi hoàn tất, cả chín chiếc tàu ngầm đều quay về Sasebo, Nhật Bản vào ngày 5 tháng 10, 1934.
Vào ngày 7 tháng 2, 1935, I-62 khởi hành từ Sasebo cùng tám tàu ngầm khác thuộc Hải đội Tàu ngầm 2: I-53, I-54, I-55, I-59, I-60, I-61, I-63 và I-64 cho chuyến đi huấn luyện tại khu vực quần đảo Kuril. Chuyến đi kết thúc khi họ đến vịnh Sukumo, Shikoku vào ngày 25 tháng 2, 1935. Chín chiếc tàu ngầm đã rời Sasebo vào ngày 29 tháng 3, 1935 để huấn luyện tại vùng biển Trung Quốc, và quay trở lại Sasebo vào ngày 4 tháng 4, 1935. I-62 được cho xuất biên chế và đưa về thành phần dự bị vào ngày 21 tháng 10, 1935.
Đang khi I-62 ở trong thành phần dự bị, Đội tàu ngầm 29 được điều trở lại Đội phòng vệ Sasebo trực thuộc Quân khu Hải quân Sasebo vào ngày 15 tháng 11, 1935, và I-62 nhập biên chế trở lại và gia nhập đội vào ngày 10 tháng 4, 1936. Đội tàu ngầm 29 tiếp tục được điều sang Hải đội Tàu ngầm 2 trực thuộc Đệ Nhị hạm đội từ ngày 1 tháng 12, 1936 đến ngày 15 tháng 12, 1938. Sau đó Đội tàu ngầm 29 phục vụ cùng Trường tàu ngầm tại Kure từ ngày 15 tháng 12, 1938 đến ngày 15 tháng 11, 1939, khi I-62 và I-64 được cho xuất biên chế và đưa về Hạm đội dự bị 3 tại Quân khu Hải quân Sasebo.
Đang khi trong thành phần dự bị, I-62 được thay thế động cơ diesel và ống phóng ngư lôi. Nó nhập biên chế trở lại vào khoảng ngày 30 tháng 10, 1940, và tiếp tục được phân về Đội tàu ngầm 29, vốn được điều về Hải đội Tàu ngầm 5 trực thuộc Hạm đội Liên hợp từ ngày 15 tháng 11, 1940. Nguồn khác cho rằng con tàu chỉ được nâng cấp trong khoảng 1940-1941, và nó tái biên chế vào khoảng ngày 1 tháng 7, 1941, khi nó gia nhập Đội tàu ngầm 29.

### 1941 - 1942
Khi lực lượng Hải quân Nhật Bản bắt đầu được huy động để chuẩn bị cho cuộc xung đột tại Thái Bình Dương, Đội tàu ngầm 29, bao gồm I-62 và I-64, khởi hành từ Sasebo vào ngày 26 tháng 11 để hướng đến Palau cùng với phần còn lại của Hải đội Tàu ngầm 5. Trên đường đi, toàn bộ hải đội, bao gồm soái hạm là tàu tuần dương hạng nhẹ Yura và Đội tàu ngầm 30, chuyển hướng đến Samah (nay là Tam Á) trên đảo Hải Nam, Trung Quốc.

#### Chuyến tuần tra thứ nhất
I-62 khởi hành từ Samah vào ngày 5 tháng 12 cho chuyến tuần tra đầu tiên trong chiến tranh, hỗ trợ cho chiến dịch xâm chiếm Mã Lai thuộc Anh, đi đến khu vực tuần tra trong biển Đông ngoài khơi bán đảo Mã Lai. Xung đột chính thức bắt đầu vào ngày 8 tháng 12, (7 tháng 12 bên kia đường đổi ngày), khi Hải quân Nhật bất ngờ tấn công căn cứ Trân Châu Cảng của Hải quân Hoa Kỳ. Nhật Bản cũng bắt đầu xâm chiếm Malaya vào ngày hôm đó, khi I-62 hoạt động ngoài khơi Trengganu, Malaya, cùng các tàu ngầm I-57, I-58, I-64 và I-66 hình thành nên tuyến tuần tra. Nó được điều về Đơn vị Tuần tra B vào ngày 26 tháng 12, rồi kết thúc chuyến tuần tra và về đến căn cứ vịnh Cam Ranh ở Đông Dương thuộc Pháp vào ngày 27 tháng 12.

#### Chuyến tuần tra thứ hai
Trong thành phần Đơn vị Tuần tra B, I-62 có nhiệm vụ càn quét tàu bè Đồng Minh trong Ấn Độ Dương về phía Tây kinh độ 106 Đông, hoạt động từ căn cứ Penang trên bán đảo Mã Lai vừa mới bị Nhật chiếm đóng. Nó khởi hành từ vịnh Cam Ranh vào ngày 7 tháng 1, 1942 cho chuyến tuần tra thứ hai; và vì một số lượng lớn thủy lôi đã được Hải quân Hoàng gia Anh rải trong eo biển Malacca để phòng thủ Singapore, nó phải đi đường vòng đến Ấn Độ Dương dọc bờ biển phía Nam đảo Java, Đông Ấn thuộc Hà Lan. Lúc 02 giờ 40 phút ngày 28 tháng 1, nó tấn công một tàu chở dầu tại một vị trí về phía Tây Ceylon nhưng không trúng đích. Đến ngày 31 tháng 1, nó lại tấn công và gây hư hại nặng cho chiếc tàu chở dầu Anh Longwood (9.463 tấn) tại một vị trí cách 24 nmi (44 km) về phía Tây Ceylon; Longwood sống sót và cố lếch về đến cảng Colombo, Ceylon. Tàu khu trục Hy Lạp Vasilissa Olga (D 15) cùng với hai tàu chiến Anh: tàu sà lúp HMS Falmouth và tàu tuần tra phụ trợ HMS Okapi, bắt đầu truy tìm I-62 nhưng không có kết quả.
Sang ngày 3 tháng 2, khoảng sau 23 giờ 00, I-62 lại tấn công và gây hư hại cho chiếc tàu chở dầu vũ trang Anh Spondilus (7.402 tấn) trong Ấn Độ Dương tại tọa độ 06°16′B 079°38′Đ / 6,267°B 79,633°Đ; Spondilus tự nhận đã phản công và gây hư hại cho I-62. Falmouth và Okapi lại mở một cuộc truy lùng khác nhưng vẫn không thành công, và I-62 kết thúc chuyến tuần tra khi về đến căn cứ Penang vào ngày 10 tháng 2.

#### Chuyến tuần tra thứ ba
I-62 khởi hành từ Penang vào ngày 28 tháng 2 cho chuyến tuần tra thứ ba vẫn tại khu vực Ấn Độ Dương. Vào ngày 10 tháng 3, Đội tàu ngầm 29 được giải thể và I-62 được điều sang Đội tàu ngầm 28. Đúng vào ngày này nó đánh chìm chiếc thuyền buồm Anh Lakshmi Govinda (235 tấn) bằng hải pháo tại tọa độ 13°22′B 087°27′Đ / 13,367°B 87,45°Đ. Đến ngày 21 tháng 3, lúc 11 giờ 32 phút, nó phóng ngư lôi đánh trúng tàu chở dầu Anh San Cirilo (8.012 tấn) ở vị trí về phía Nam Colombo, tại tọa độ 06°40′B 079°40′Đ / 6,667°B 79,667°Đ; tuy nhiên San Cirilo sống sót và cố lếch về đến cảng Colombo vào ngày 23 tháng 3. Nó lại phóng ngư lôi tấn công một tàu chở hành khách-hàng hóa không rõ nhận dạng trong Ấn Độ Dương, ở lối ra vào phía Bắc eo biển Palk vào ngày 22 tháng 3, tại tọa độ 10°50′B 083°59′Đ / 10,833°B 83,983°Đ, nhưng mục tiêu này cũng sống sót. Nó kết thúc chuyến tuần tra và về đến căn cứ Penang vào ngày 25 tháng 3.
Đến ngày 2 tháng 4, I-62 rời Penang để quay trở về Sasebo. Lúc đang trên đường đi, Đội tàu ngầm 28 được giải thể và I-62 được điều sang Đội tàu ngầm 3 vào ngày 10 tháng 4. Nó về đến Sasebo hai ngày sau đó, và sau khi được sửa chữa và tiếp liệu, nó lên đường vào ngày 18 tháng 5 để hướng sang Kwajalein thuộc quần đảo Marshall; và lúc đang trên đường đi, nó được đổi tên thành I-162 vào ngày 20 tháng 5. Nó đi đến Kwajalein vào ngày 28 tháng 5.

#### Chuyến tuần tra thứ tư - Trận Midway
I-162 rời Kwajalein vào ngày 26 tháng 5 cho chuyến tuần tra thứ tư, hỗ trợ cho Chiến dịch MI, là kế hoạch xâm chiếm đảo Midway, trong đó Hải đội Tàu ngầm 5 tham gia vào Lực lượng Viễn chinh Tiền phương. I-158 hoạt động trên một tuyến tuần tra giữa 28°20′B 162°20′T / 28,333°B 162,333°T và 26°00′B 165°00′T / 26°B 165°T, vốn còn bao gồm các tàu ngầm I-156,  I-157, I-158, I-159, I-165 và I-166. Hải quân Nhật Bản chịu đựng một thất bại lớn vào ngày 4 tháng 6 trong trận Midway, đúng vào ngày Tư lệnh Đệ Lục hạm đội, Phó đô đốc Komatsu Teruhisa, ra lệnh cho các tàu ngầm trong tuyến tuần tra tiến sang phía Tây.
Sau khi Đô đốc Yamamoto Isoroku, Tổng tư lệnh Hạm đội Liên hợp, ra lệnh cho Komatsu bố trí các tàu ngầm dưới quyền xen giữa hạm đội Nhật Bản đang rút lui và các tàu sân bay Hoa Kỳ, các tàu ngầm bắt đầu rút lui dần về hướng Tây Bắc, di chuyển ngầm với tốc độ 3 kn (5,6 km/h) vào ban ngày và 14 kn (26 km/h) khi trời tối. I-162 không bắt gặp mục tiêu nào trong suốt trận chiến, và về đến Kwajalein vào ngày 21 tháng 6.
I-162 rời Kwajalein vào ngày 24 tháng 6 để quay trở về Sasebo, đến nơi vào ngày 1 tháng 7. Hải đội Tàu ngầm 5 được giải thể vào ngày 10 tháng 7, và bốn ngày sau đó, nó cùng với các tàu ngầm I-8, I-165, I-166 và tàu tiếp liệu tàu ngầm Rio de Janeiro Maru được điều sang Hải đội Tàu ngầm 30 trực thuộc Hạm đội Khu vực Tây Nam. Nó rời Sasebo vào ngày 22 tháng 7 để hướng sang căn cứ Penang, ghé qua vịnh Cam Ranh trên đường đi.

#### Chuyến tuần tra thứ năm
I-162 rời Penang vào ngày 23 tháng 8 cho chuyến tuần tra thứ năm để càn quét tàu bè Đồng Minh trong vịnh Bengal. Tuy nhiên nó không tìm thấy mục tiêu nào phù hợp, nên kết thúc chuyến tuần tra và về đến căn cứ Penang vào ngày 12 tháng 9.

#### Chuyến tuần tra thứ sáu
Trong chuyến tuần tra thứ sáu từ ngày 28 tháng 9 đến ngày 18 tháng 10, I-162 xuất phát từ Penang để tiếp tục hoạt động trong vịnh Bengal. Nó đang ở vị trí về phía Đông Visakhapatnam, Ấn Độ vào ngày 3 tháng 10, lúc 14 giờ 52 phút, khi nó phóng ngư lôi tấn công tàu chở hàng Xô Viết Mikoyan (2.332 tấn) đang trên đường vận chuyển hàng hóa từ Calcutta đến Karachi. Một quả ngư lôi đánh trúng bên mạn trái đã khiến Mikoyan đắm lúc 15 giờ 08 phút tại tọa độ 19°24′B 085°24′Đ / 19,4°B 85,4°Đ. Đến ngày 7 tháng 10, tại vị trí cách 400 nmi (740 km) về phía Đông Nam Masulipatam, Ấn Độ, nó lại phóng ngư lôi tấn công tàu buôn vũ trang Anh Manon (5.597 tấn) lúc 16 giờ 24 phút, vốn đang vận chuyển 7.100 tấn than đá từ Calcutta và Visakhapatnam đến Colombo. Manon đắm tại tọa độ 15°00′B 080°30′Đ / 15°B 80,5°Đ, và tám thủy thủ đã thiệt mạng.
Đến ngày 13 tháng 10, ở vị trí trong vịnh Bengal về phía Đông Dondra, Ceylon, I-162 phóng ngư lôi tấn công tàu chở hàng Anh Martaban (4.161 tấn) lúc 16 giờ 20 phút tại tọa độ 06°31′B 082°03′Đ / 6,517°B 82,05°Đ. Một quả ngư lôi đánh trúng mũi tàu đã khiến hai thủy thủ thiệt mạng và làm bùng phát hỏa hoạn, buộc thủy thủ đoàn phải bỏ tàu. Nhiều thủy phi cơ tuần tra PBY Catalina của Không quân Hoàng gia Australia xuất hiện để trợ giúp thủy thủ của Martaban và truy tìm chiếc tàu ngầm, nhưng I-162 đã lẩn tránh được. Cuối cùng tàu corvette Australia HMAS Launceston cứu vớt được 61 người sống sót, còn chính Martaban tiếp tục nổi và được kéo về Colombo. I-162 kết thúc chuyến tuần tra và về đến căn cứ Penang.

#### Chuyến tuần tra thứ bảy
Đến đầu tháng 11, I-162 rời Penang cho chuyến tuần tra tiếp theo tại Ấn Độ Dương, nhưng nó buộc phải quay trở lại căn cứ ngay lập tức để sửa chữa động cơ. Nó rời Penang vào ngày 15 tháng 11 để hướng sang Surabaya, Java, đến nơi vào ngày 21 tháng 11, và xuất phát từ Surabaya vào ngày 24 tháng 11 cho chuyến tuần tra thứ bảy trong biển Arafura. Không tìm thấy mục tiêu nào phù hợp, nó kết thúc chuyến tuần tra và quay về Surabaya vào ngày 17 tháng 12.

### 1943

#### Chuyến tuần tra thứ tám
I-162 xuất phát từ Surabaya vào ngày 7 tháng 1, 1943 cho chuyến tuần tra thứ tám để hoạt động trong biển Arafura và vịnh Carpentaria. Chuyến tuần tra tiếp tục không mang lại kết quả, và chiếc tàu ngầm quay về Surabaya vào ngày 13 tháng 1.

#### Chuyến tuần tra thứ chín
Trong chuyến tuần tra tiếp theo, I-162 hoạt động nghi binh ở bờ biển phía Bắc Australia để giúp hỗ trợ cho Chiếc dịch Ke, nhằm triệt thoái lực lượng khỏi Guadalcanal. Nó khởi hành từ Surabaya vào ngày 26 tháng 1 và đã hoạt động trinh sát đảo Cocos vào cuối tháng 1. Đến ngày 14 tháng 2, ở vị trí ngoài khơi quần đảo Sunda Nhỏ về phía Đông đảo Sangiang, tàu ngầm Hoa Kỳ USS Thresher (SS-200) đã tấn công I-162 tại tọa độ 06°05′N 105°47′Đ / 6,083°N 105,783°Đ. Trong hai quả ngư lôi Mark 14 được phóng ra, một quả không thể kích nổ còn quả kia bị trượt và phát nổ mà không gây hư hại cho I-162. I-162 phản công Thresher bằng hải pháo trên boong trước khi chuyển hướng lên phía Bắc và chạy thoát. Nó quay trở về Surabaya vào ngày 16 tháng 2.
Đến cuối tháng 2, I-162 rời Surabaya để quay trở về Sasebo; và lúc đang trên đường đi nó được điều động sang Đội tàu ngầm 30 trực thuộc Hải đội Tàu ngầm 8. Sau khi về đến Sasebo vào ngày 10 tháng 3, nó được đại tu và sửa chữa, và sau khi công việc hoàn tất nó khởi hành từ Kure, Hiroshima vào ngày 4 tháng 9 để quay trở lại khu vực chiến sự phía Nam. Lúc đang trên đường đi, I-162 lại được điều động sang Đơn vị Tàu ngầm trực thuộc Hạm đội Khu vực Tây Nam vào ngày 12 tháng 9, và đi đến Penang bốn ngày sau đó. Con tàu lại lên đường vào ngày 27 tháng 9, và đi đến Sabang ở phía cực Bắc đảo Sumatra vào ngày 3 tháng 10.

#### Chuyến tuần tra thứ mười
Vào ngày 6 tháng 10, I-162 khởi hành từ Sabang cho chuyến tuần tra thứ mười. Nó được điều về Đội tàu ngầm 30 trực thuộc Đệ Bát hạm đội vào ngày 9 tháng 10, nhưng vẫn tiếp tục tuần tra tại Ấn Độ Dương mà không bắt gặp mục tiêu nào. Nó kết thúc chuyến tuần tra và quay trở về Penang vào ngày 9 tháng 11. Con tàu lại lên đường vào ngày 12 tháng 11 để đi sang Singapore và ở lại đây cho đến ngày 1 tháng 12, khi nó lên đường quay trở lại Penang.

#### Chuyến tuần tra thứ mười một
I-162 xuất phát từ Penang vào ngày 14 tháng 12 cho chuyến tuần tra thứ mười một cùng tại khu vực Ấn Độ Dương, nhưng vẫn không mang lại kết quả, và nó kết thúc chuyến tuần tra khi quay trở về Singapore vào ngày 22 tháng 1, 1944.

### 1944

#### Chuyến tuần tra thứ mười hai
Vào ngày 22 tháng 2, 1944, I-162 khởi hành từ Penang cho chuyến tuần tra thứ mười hai vẫn tại khu vực Ấn Độ Dương. Lúc 13 giờ 50 phút ngày 4 tháng 3, tại vị trí cách quần đảo Maldives khoảng 300 nmi (560 km) hoặc 350 nmi (650 km) về phía Tây Nam Ceylon, nó phóng ngư lôi tấn công chiếc tàu buôn vũ trang Anh SS Fort McCleod (7.127 tấn), vốn đang trên đường từ Cochin, Ấn Độ đến Durban, Nam Phi, vận chuyển 2.000 tấn đồng và 1.000 tấn tiếp liệu quân sự. Sau khi phóng trúng ngư lôi, I-162 trồi lên mặt nước để kết liễu mục tiêu bằng hải pháo. Fort McCloud đắm tại tọa độ 02°01′B 077°06′Đ / 2,017°B 77,1°Đ. I-162 còn tự nhận đã đánh chìm một tàu vận tải trong Ấn Độ Dương về phía Tây eo biển Suvadiva, tại tọa độ 06°12′B 071°18′Đ / 6,2°B 71,3°Đ vào ngày 18 tháng 3.
Khi I-162 kết thúc chuyến tuần tra và quay trở về Penang vào ngày 25 tháng 3, Đội tàu ngầm 30 được gải thể và con tàu được điều về Hải đội Phòng vệ Kure. Nó rời Penang và về đến Kure vào ngày 15 tháng 4. I-162 sau đó phục vụ cho việc huấn luyện ở khu vực phía Tây biển nội địa Seto, đi đến Yokosuka vào ngày 30 tháng 4, rồi đến ngày 25 tháng 6 lại được điều sang Đội tàu ngầm 19 thuộc Hải đội Tàu ngầm Kure.

### 1945

#### Tàu ngầm mang ngư lôiKaiten
Từ ngày 1 tháng 4, 1945, I-162 được điều sang Đội tàu ngầm 34, và được cải biến để vận chuyển ngư lôi cảm tử Kaiten. Khẩu hải pháo 120 milimét (4,7 in) trên boong tàu được tháo dỡ, và thay thế bằng các bộ gá để vận chuyển hai ngư lôi Kaiten. Nó được sử dụng để vận chuyển Kaiten đến các căn cứ tại Shikoku và Kyūshū. Nó cùng với tàu ngầm I-156 tiến hành một chuyến đi khứ hồi sang Đại Liên, Trung Quốc vào cuối tháng 6 và đầu tháng 7 để tiếp nhiên liệu,  và trong chuyến đi này, nó bị mắc cạn tại bờ biển phía Nam bán đảo Triều Tiên vào ngày 26 tháng 6, và bị hư hại nhẹ. Trong tháng 7 và tháng 8, thủy thủ đoàn của I-162, cùng với các chiếc I-156, I-157, I-158 và I-159, được huấn luyện để phóng ngư lôi Kaiten tấn công trong trường hợp lực lượng Đồng Minh tiến hành đổ bộ trực tiếp lên chính quốc Nhật Bản.
Trong giai đoạn này I-162 còn có một chuyến đi khác sang Đại Liên để tiếp nhiên liệu, và nó đang trên đường quay trở về Nhật Bản, tại Thái Bình Dương ngoài khơi mũi Ashizuri, Shikoku, khi nó đụng độ với USS Lionfish (SS-298). Chiếc tàu ngầm Hoa Kỳ dò được âm thanh chân vịt đối phương lúc 04 giờ 36 phút, và chỉ một phút sau đó đã nhìn thấy băng qua phía đuôi tàu với tốc độ 14 kn (26 km/h). Lionfish sử dụng radar để xác định cự ly rồi phóng một loạt năm quả ngư lôi Mark 18 phía mũi từ khoảng cách trung bình 1.050 yd (960 m). Lionfish ghi nhận hai vụ nổ và một đám cháy tại tọa độ 32°45′B 131°46′Đ / 32,75°B 131,767°Đ, nhưng thực ra I-162 không bị hư hại và về đến Kure trong ngày hôm đó.
Vào ngày 15 tháng 8, I-162 được điều về Đội tàu ngầm 15. Cùng đúng vào ngày này, Thiên hoàng Hirohito công bố Nhật Bản chấp nhận đầu hàng vô điều kiện, kết thúc vĩnh viễn cuộc xung đột. I-162 đầu hàng lực lượng Đồng Minh vào ngày 2 tháng 9.
I-162 được kéo đến Sasebo vào tháng 10, 1945 để tháo dỡ mọi thiết bị hữu ích, và được rút tên khỏi đăng bạ vào ngày 30 tháng 11, 1945. Đến ngày 1 tháng 4, 1946, tàu tiếp liệu tàu ngầm Hoa Kỳ USS Nereus  (AS-17) đã kéo nó từ Sasebo đến khu vực ngoài khơi quần đảo Gotō, nơi chiếc tàu ngầm bị đánh đắm tại tọa độ 32°37′B 129°17′Đ / 32,617°B 129,283°Đ bằng hải pháo trong khuôn khổ Chiến dịch Road's End.